# معركة تل النيرب
معركة تل النيرب، هي معركة وقعت بين الجيش الاسرائيلي والجيش السوري ما بين 16 - 17 آذار سنة 1962.
حدثت  بين الجيش السوري والاسرائيلي معركة سميت بمعركة (تل النيرب ) أو بالعبري ( عين كيف) أو (عين غيف ) بسبب قيام ( اسرائيل ) بتحويل مياه نهر الاردن إلى صحراء النقب بعد تجفيفها لسهل الحولة والسيطرة علي بحيرة طبريا باستثناء الجزء الشرقي منها الذي بقي تحت سيطرة القوات السورية بعد اتفاقيات الهدنة في العام 1949  في جزيرة رودس
هي أول معركة عسكرية مباشرة بعد العام 1948 يحقق فيها الجيش السوري تفوقاً عسكرياً  بارزاً ، وخسارة اسرائيلية في الاعداد والتخطيط والارواح البشرية والمادية. 
حيث اعتمدت الخطة السورية على استدراج القوات الاسرائيلية القادمة الى قرية النقيب" السورية " من مستوطنة عين كيف "النقيب العربية" "وزرع كل المنطقة بالألغام الارضية المضادة للاليات والأفراد وبتكثيف القصف المدفعي على المستوطنات ، وتمركز الجنود السوريين في مواقع استراتيجية ثابتة . 
تكبدت ( إسرائيل ) خسائر فادحة في هذه المعركة وبعد أن لاذ جنودها بالفرار تركت آلياتها وأجهزتها مدمرة٬ وبعض رشاشاتها الصالحة والتي غنمها الجيش السوري وأرسلها لدمشق. 
يقول المؤرخ الصهيوني اريه يتسحاكي عن المعركة : " الانسحاب من المعركة كان قاسيا ومكلفا بسبب المدفعية السورية التي لم تهدأ على الإطلاق طوال الليل وقصفوا عين كيف بكثافة٬ مدفعيتنا التي ساعدت قواتنا لم تنجح في اسكات مصادر النيران من المناطق العالية٬ وتقرر اشراك سلاح الطيران بمشاركة خمسة طائرات حربية دكت مواقع السورين٬ رغم صعوبة الوضع والاحوال الجوية ، لقد كانت العملية غير مدروسة وكان السوريين متأكدين من رد الفعل وتوقيت العملية واستدرجوا قواتنا بعد اشركوا سكان قرية النقيب من جنوبها بخدعتهم" 